# Байрактутан
Байрактутан е село в Източна Турция. То се намира в околия Ъгдър, вилает Ъгдър. Има население от 774 души (2024).